# Anote Tong

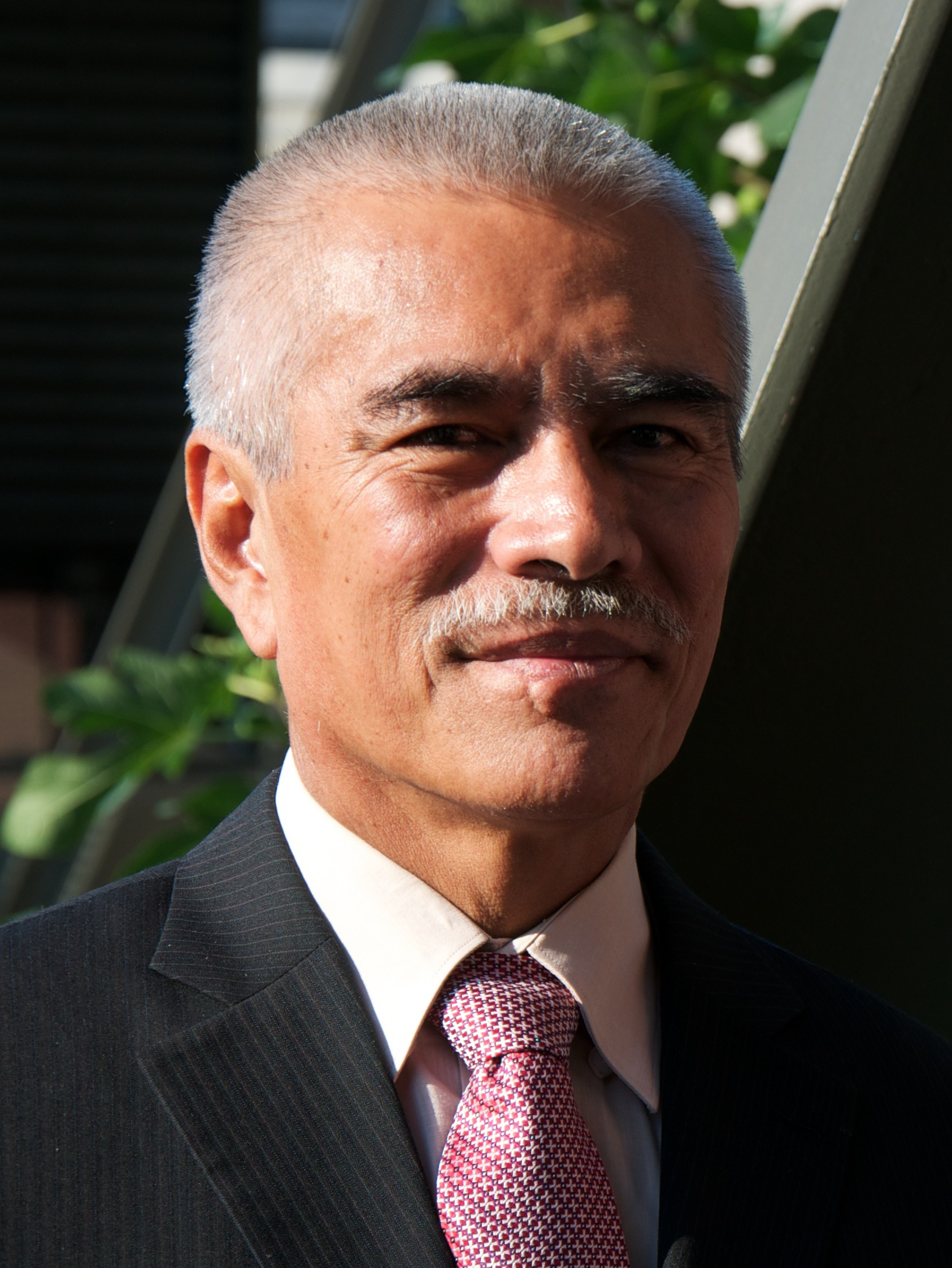
Anote Tong als Präsident

Anote Tong (* 11. Juni 1952 auf Tabuaeran) war vom 10. Juli 2003 bis zum 11. März 2016 Präsident von Kiribati.

## Leben
Tong gewann die Wahlen 2003 mit einer schwachen Mehrheit von 47,4 %. Die Opposition warf ihm Wahlbetrug vor, das Hohe Gericht widersprach allerdings.
Die während der Wahl versprochene Erhaltung der Satellitenbasis der Volksrepublik China konnte er nicht durchsetzen, weil er die diplomatischen Beziehungen mit der Republik China (Taiwan) wieder aufnahm und die VR China daraufhin die Räumung der Anlage veranlasste.
2007 für eine zweite Amtsperiode mit 64 % der Stimmen gewählt, wurde er am 13. Januar 2012 in die dritte Amtsperiode lediglich mit knapp über 42 % der Stimmen wiedergewählt. Am 17. Januar 2012 berief er sein drittes Kabinett.
Im März 2016 wurde Tong als Präsident von Taneti Mamau abgelöst.